# Chiesa di Santa Maria Calvona
La chiesa di Santa Maria Calvona è una chiesa di Chieti risalente al 1700.
Si trova a sud della città antica (viale Maiella, all'incrocio con via per Popoli e via Generale Spatocco), presso il quartiere Femminella.

## Descrizione

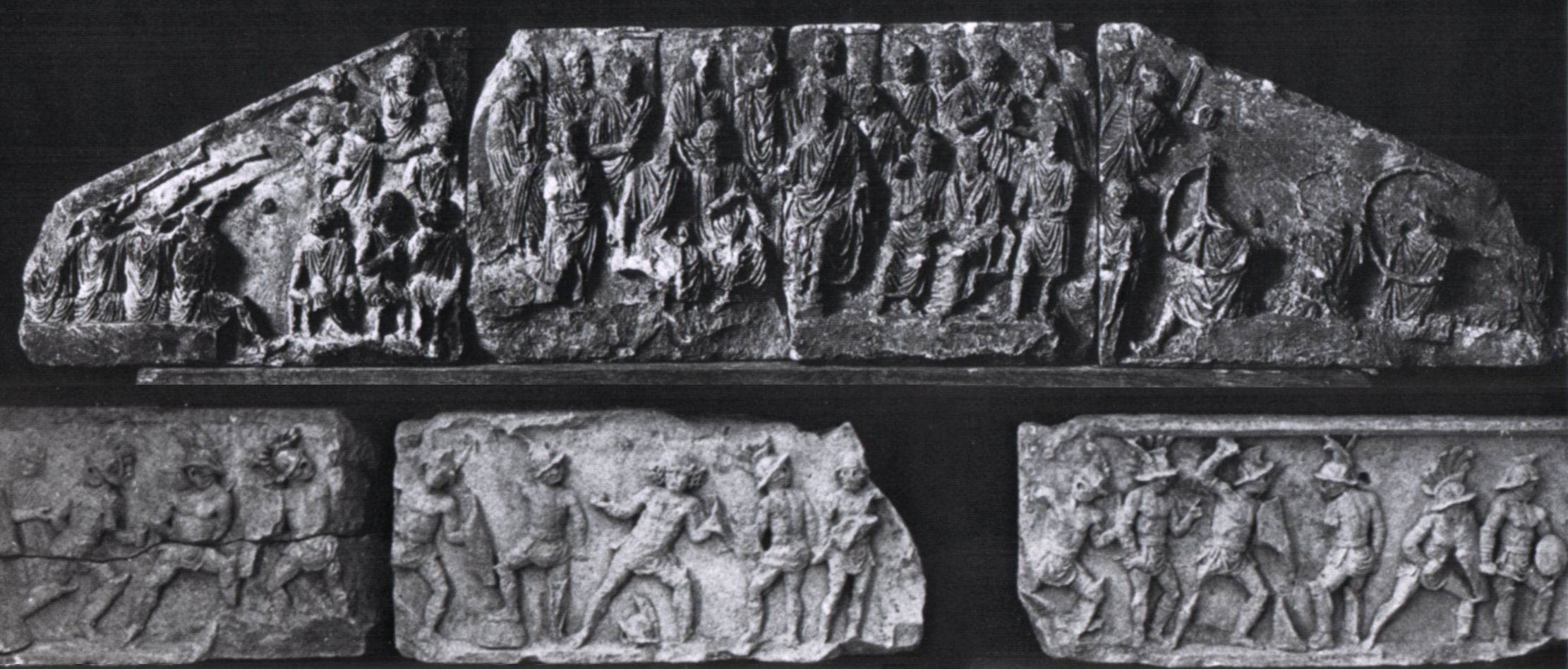
Mausoleo di Lusius Storax, rinvenuto nei pressi della chiesa è conservato nel Museo archeologico "La Civitella" di Chieti

La chiesa rurale è molto semplice e piccola: possiede una pianta rettangolare a capanna, con intonaco bianco. La facciata ha una finestra e un portale rettangolare. Il campanile è una piccola torretta che ha le caratteristiche del tipico campanile a vela, con due archi laterali. L'interno è a navata unica.
Presso l'altare maggiore vi è una nicchia che ospita la statua della Madonna col Bambino detta "Calvona"; con veste ricamata, risalente al XVIII secolo. Lateralmente vi sono nicchie con la statua di San Rocco è della Madonna Addolorata col Cristo morto. Vi è esposto il gonfalone della Confraternita di Santa Maria Calvona che partecipa ai rito della Settimana Santa .

## Storia
La chiesa è situata sui resti di un tempio romano. I resti di quest'ultimo si possono ammirare all'interno del Museo archeologico della Civitella, situato in Chieti alta sotto l'anfiteateo. In tempi più recenti la chiesa e tutta l'area circostante veniva utilizzata come luogo di sepoltura, diverse lapidi sono state conservate.
La prima documentazione fotografica risale ai tempi della seconda guerra mondiale, durante la quale sotto al pavimento della chiesa furono nascosti i beni delle famiglie sfollate. La chiesa si presentava molto simile alla struttura attuale, frutto di un rifacimento totale della metà dell'Ottocento sopra un tempietto già esistente, forse di epoca medievale.
Origini del nome
Il termine "Calvona" fa riferimento secondo Raffaele Bigi , al fatto che la chiesa fu costruita sopra una necropoli romana popolare, precisamente sopra il sepolcro della gens dei Calvi.
Per altri c'è una leggenda, che riguarda una fedele della zona, di origini francesi o venete, cognomata Calvon, la quale pregò la Madonna per un miracolo da compierle, in quanto gravemente malata. La donna guarì e fece un voto alla Madonna, ossia rendere non disorgandica la tumulazione dei defunti presso la chiesa, creando degli spazi sottostanti al pavimento per l'inumazione. Sciolto il voto, la chiesa iniziò a chiamarsi con questo nome. Infatti sotto il pavimento, con i lavori di restauri degli anni '80, sono state rinvenute ossa umane.
Negli anni ottanta la chiesa è stata restaurata completamente con il contributo del popolo da un comitato di fedeli presieduto da Alfredo D'Orazio.
I lavori, iniziati nel 1986, sono stati ultimati nel 1988, mentre la sacrestia è stata ricostruita del tutto dal 2000 al 2001. L'antica statua della Madonna, è stata completamente rivestita, grazie all'aiuto delle donne del quartiere. La chiesa, per circa cinquant'anni è stata curata da don Paolo Pasquini. Dal 2009 è curata da don Donato Martorella. Le campane sono una intonata in sol e una in si bemolle.
Nel 2010 sono stati effettuati altri interventi conservativi, atti al restauro degli interni. I problemi di infiltrazione d'acqua e di umidità avevano per anni rovinato i muri e gli intonaci: sono state quindi effettuate delle opere di isolamento dall'umidità ed la chiesa è stata totalmente ritinteggiata.

## Arte
Nella chiesetta si trovano le statue di San Rocco, un tempo portata anche in processione, di Santa Maria Calvona, protettrice del quartiere circostante, della Madonna Addolorata e di Gesù Morto, esposti ai credenti il giovedì santo. Inoltre, la chiesa possiede un Crocifisso in oro. Nella chiesa è presente un organo liturgico elettronico, un tempo posto sulla cantoria che sovrasta il portone d'ingresso. È presente nella sagrestia un antico presepe ligneo.

## Attività
La chiesa appartiene alla parrocchia di San Camillo de Lellis insieme alle chiese di San Donato e della Madonna del Buon Consiglio.
Da molto tempo la chiesa partecipa alla Processione del Cristo Morto, che si tiene a Chieti alta. Per due anni la chiesa ha ospitato anche i credenti della vicina San Donato, chiusa per restauri. Il giovedì Santo si rievoca una tradizione antichissima, il Canto della Passione.

## Giorni festivi
La prima domenica di settembre si venera Santa Maria Calvona, mentre un tempo, il 16 agosto, si festeggiava anche san Rocco. A settembre del 2019, dopo più di venticinque anni, si è costituito un comitato feste, che ha organizzato e curato i festeggiamenti civili.